# Erythrococca chevalieri
Erythrococca chevalieri là một loài thực vật có hoa trong họ Đại kích. Loài này được (Beille) Prain mô tả khoa học đầu tiên năm 1911.